# 洛倫佐·迪·波納文圖拉
洛倫佐·迪·波納文圖拉（英語：Lorenzo di Bonaventura，義大利語發音：[loˈrɛntso di ˌbɔnavenˈtuːra]，1957年1月13日—），美國男製片人，同時也是迪·波納文圖拉影業的創始人。他以製作《变形金刚》系列電影（2007年至今）而聞名。

## 早期生活
洛倫佐·迪·波納文圖拉的父親馬里歐·迪·波納文圖拉（Mario di Bonaventura）是一位交響樂指揮家，而叔叔安東尼·迪·波納文圖拉則是一位鋼琴演奏家。迪·波納文圖拉畢業於宾夕法尼亚大学與哈佛大學。他後來獲得了宾夕法尼亚大学沃顿商学院的MBA學位。

## 個人生活
迪·波納文圖拉為Represent.Us的創意委員會主席，這是一個非黨派、非營利的反腐敗組織。自2015年以來，他一直任職於克萊蒙特研究生大學董事會（Claremont Graduate University Board of Trustees）。
他於2017年和妻子金柏莉·迪·波納文圖拉（Kimberly di Bonaventura）離婚，並於隔年和布拉克·迪·波納文圖拉（Brooke di Bonaventura）結婚。

## 外部連結
- 洛倫佐·迪·波納文圖拉在互联网电影资料库（IMDb）上的資料（英文）